# Trotula Corona
Trotula Corona is een corona op Venus. Trotula Corona werd in 2003 genoemd naar de middeleeuwse Italiaanse arts en medisch schrijfster Trota van Salerno (Trotula) en werd oorspronkelijk Trotula Patera genoemd.
De corona is een arachnoide, heeft een diameter van 146 kilometer en bevindt zich in het quadrangle Bereghinya Planitia (V-8) ten oosten van Sand Corona en ten westen van Simoting Corona. Ten oosten van Trotula Corona bevinden zich drie inslagkraters, Ruth, Talvikki en Lena.